# Épense
Épense  ist eine französische Gemeinde mit 123 Einwohnern (Stand 1. Januar 2022) im Département Marne in der Region Grand Est. Sie gehört zum Kanton Argonne Suippe et Vesle und zum Arrondissement Châlons-en-Champagne. 

## Geografie
Die Gemeinde Épense liegt im Osten der Trockenen Champagne, etwa 30 Kilometer östlich von Châlons-en-Champagne. Auf einem schmalen Höhenrücken im Westen und Südwesten der Gemeinde stehen 17 Windkraftanlagen in einer Reihe. Épense wird umgeben von folgenden Nachbargemeinden: 
| Dampierre-le-Château  |                                             | Sivry-Ante                               |
| Dommartin-Varimont    | Kompassrose, die auf Nachbargemeinden zeigt | Le Vieil-Dampierre, La Neuville-aux-Bois |
| Noirlieu, Somme-Yèvre |                                             | Remicourt                                |

## Bevölkerungsentwicklung
| Jahr                       | 1962 | 1968 | 1975 | 1982 | 1990 | 1999 | 2008 | 2018 |
| -------------------------- | ---- | ---- | ---- | ---- | ---- | ---- | ---- | ---- |
| Einwohner                  | 144  | 130  | 100  | 98   | 92   | 85   | 102  | 122  |
| Quellen: Cassini und INSEE |      |      |      |      |      |      |      |      |